# Dżibna
Dżibna (arab. جبنة) – wieś w Syrii, w muhafazie Aleppo, w dystrykcie Ajn al-Arab. W 2004 roku liczyła 620 mieszkańców.